# Pycnodus
Genre
Pycnodus est un genre éteint de poissons à nageoires rayonnées.

## Datation et distribution
Ce genre a vécu du Jurassique supérieur jusqu'à l'Éocène, il y a environ entre −160 et −40 Ma (millions d'années). Le genre a donné leur nom à la famille des Pycnodontidae et à l'ordre des Pycnodontiformes. Pycnodus est connu en Europe, en Afrique du Nord, au Brésil, en Arabie saoudite et en Inde.

## Description
Pycnodus ressemble globalement aux actuels poissons-anges et poissons-papillons. Sa longueur moyenne est de l'ordre d'une dizaine de cm. Le genre est caractérisé par de larges dents arrondies pour écraser les coquilles de mollusques, crustacés, échinodermes... Ces dents résistantes constituent les restes fossiles les plus fréquents de Pycnodus. Le squelette complet du poisson n'est préservé que dans certains sites paléontologiques exceptionnels comme celui du Monte Bolca en Italie. Le genre a vécu en milieu marin, surtout récifal, mais aussi en eaux douces.

## Liste des espèces
- † Pycnodus bicresta
- † Pycnodus comminuens
- † Pycnodus flabellatus
- † Pycnodus granulatus
- † Pycnodus jugleri
- † Pycnodus lametae
- † Pycnodus minutus
- † Pycnodus orbicularis
- † Pycnodus planidens
- † Pycnodus platessus, espèce type
- † Pycnodus preufsii
- † Pycnodus priscus

## Étymologie
Du grec « pycno » (épais) et « odontos » (dent) pour signifier la forme épaisse de ses dents broyeuses.

## Légende
Ses dents fossilisées, appelées crapaudines, étaient particulièrement recherchées pour leurs propriétés magiques supposées.

## Famille
- † Acrotemnus Agassiz, 1843
- † Anomoeodus Forir, 1887
- † Athrodon Sauvage, 1880
- † Callodus Thurmond, 1974
- † Coccodus
- † Coelodus Haeckel
- † Gyrodus Agassiz, 1843
- † Iemanja Wenz, 1989
- † Macromesodon Blake, 1905
- † Microdon Agassiz, 1833
- † Microdus
- † Micropycnodon Hibbard et Graffham, 1945
- † Neoproscinetes De Figueiredo et Silva Santos, 1990
- † Nonaphalagodus Thurmond, 1974
- † Omphalodus von Meyer, 1847
- † Paleobalistum
- † Paramicrodon Thurmond, 1974
- † Polypsephis Hay, 1899
- † Proscinetes Gistl, 1848
- † Pycnodus Agassiz, 1835
- † Pycnomicrodon Hibbard et Graffham, 1941
- † Sphaerodus Agassiz, 1843
- † Stemmatodus
- † Tepexichthys Applegate, 1992
- † Typodus Quenstedt, 1858
- † Xenopholis Davis, 1887